# Appalachenkatoenstaart
De appalachenkatoenstaart (Sylvilagus obscurus)  is een zoogdier uit de familie van de hazen en konijnen (Leporidae). De wetenschappelijke naam van de soort werd voor het eerst geldig gepubliceerd door Chapman, Cramer, Dippenaar & Robinson in 1992.

## Voorkomen
De soort komt voor in de Verenigde Staten.